# Quessoy
Quessoy település Franciaországban, Côtes-d’Armor megyében. Lakosainak száma 3930 fő (2022. január 1.). Quessoy Bréhand, Hénon, Plédran, Pommeret, Yffiniac és Lamballe-Armor községekkel határos.

## Népesség
A település népességének változása:
| Lakosok száma | 2006 | 2864 | 3105 | 3368 | 3830 | 3823 | 3786 | 3856 | 3868 | 3930 |
|               | 1968 | 1982 | 1990 | 2006 | 2013 | 2015 | 2017 | 2019 | 2020 | 2022 |